# Darío Bottinelli
Darío Bottinelli (Buenos Aires, 26 dicembre 1986) è un ex calciatore argentino con passaporto italiano, di ruolo centrocampista.

## Biografia
Il fratello maggiore, Jonathan Bottinelli, è anch'egli calciatore professionista.

## Palmarès

### Club

#### Competizioni nazionali
- Campionato argentino: 1

San Lorenzo: Clausura 2007

#### Competizioni statali
- Campionato Carioca: 1

Flamengo: 2011